# Wola Czołnowska
Wola Czołnowska (prononciation [ˈvɔla t͡ʂɔu̯ˈnɔfska]) est un village de la gmina de Baranów du powiat de Puławy dans la voïvodie de Lublin, situé dans l'est de la Pologne.
Il se situe à environ 4 kilomètres à l'est de Baranów (siège de la gmina), 22 kilomètres au nord-est de Puławy (siège du powiat) et 43 kilomètres au nord-ouest de Lublin (capitale de la voïvodie).

## Histoire
De 1975 à 1998, le village est attaché administrativement à l'ancienne Voïvodie de Lublin.

Depuis 1999, il fait partie de la nouvelle voïvodie de Lublin.